# Therion wileyi
Therion wileyi är en stekelart som beskrevs av Porter 1999. Therion wileyi ingår i släktet Therion och familjen brokparasitsteklar. Inga underarter finns listade i Catalogue of Life.